# 독립성 (데이터베이스 시스템)
분리(isolation), 격리, 독립성은 데이터베이스 시스템에서 ACID(원자성, 일관성, 독립성/분리, 내구성) 트랜잭션 속성 중 하나이다. 이는 트랜잭션 무결성이 다른 사용자 및 시스템에 표시되는 방식을 결정한다. 분리 수준이 낮을수록 많은 사용자가 동시에 동일한 데이터에 액세스할 수 있는 능력이 높아지지만 사용자가 겪을 수 있는 동시성 효과(예: 더티 읽기 또는 업데이트 손실)도 늘어난다. 반대로 분리 수준이 높을수록 사용자에게 발생할 수 있는 동시성 효과 유형은 줄어들지만 더 많은 시스템 리소스가 필요하고 한 트랜잭션이 다른 트랜잭션을 차단할 가능성이 높아진다.

## 같이 보기
- 원자성 (데이터베이스 시스템)
- 일관성 (데이터베이스 시스템)
- 낙관적 병행 수행 제어
- 관계형 데이터베이스
- 스냅샷 격리